# Vérargues
Vérargues (en occitan Verargues) est une ancienne commune française située dans le département de l'Hérault, en région Occitanie. Ses habitants sont appelés les Vérarguois.
Depuis le 1er janvier 2019, Vérargues et Saint-Christol forment une nouvelle commune baptisée Entre-Vignes.
Vérargues détient le record de chaleur en France, une température de 46 °C ayant été mesurée le 28 juin 2019.

## Géographie

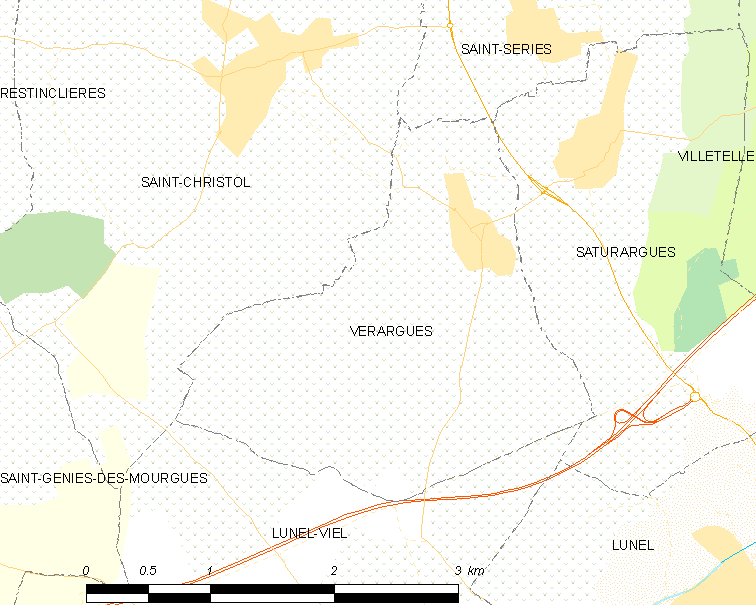
Carte de localisation de la commune.

### Localisation
Les communes voisines de Vérargues sont Saturargues, Saint-Sériès, Saint-Christol, Lunel-Viel. L'accès à la commune se fait par la route départementale 110. L'autoroute la plus proche est l'A9, entre les sorties  27 et  28.

### Climat
Vérargues détient le record national absolu de température tous mois confondus observée en France métropoliaine, avec 46 °C relevé le 28 juin 2019, lors de la canicule de juin 2019.
| Mois                                             | jan.          | fév.        | mars         | avril        | mai        | juin       | jui.       | août         | sep.         | oct.         | nov.         | déc.        | année      |
| ------------------------------------------------ | ------------- | ----------- | ------------ | ------------ | ---------- | ---------- | ---------- | ------------ | ------------ | ------------ | ------------ | ----------- | ---------- |
| Température minimale moyenne (°C)                | 1,8           | 2,3         | 4,8          | 7,3          | 11,1       | 14,2       | 16,9       | 16,6         | 13,4         | 10,5         | 5,5          | 2,8         | 9          |
| Température moyenne (°C)                         | 6,5           | 7,5         | 10,4         | 13           | 18,1       | 22,8       | 25,8       | 25,4         | 21,6         | 16,5         | 11,2         | 7,2         | 16,6       |
| Température maximale moyenne (°C)                | 11,2          | 12,6        | 16           | 18,7         | 23         | 28,5       | 32,7       | 32,3         | 27,8         | 22,5         | 15,9         | 11,7        | 21,3       |
| Record de froid (°C) date du record              | −13,5 07.1985 | −12 05.2012 | −8 02.2005   | −2,5 08.2021 | 2 06.1982  | 5 06.1986  | 8 13.1993  | 6,5 30.1986  | 3 25.1984    | −1,5 25.2003 | −6 28.1985   | −10 20.2009 | −13,5 1985 |
| Record de chaleur (°C) date du record            | 22,5 19.2007  | 25 03.2020  | 29,5 31.2012 | 33 08.2011   | 36 29.2001 | 46 28.2019 | 39 23.2006 | 41,5 12.2003 | 37,5 05.2016 | 33,5 12.2011 | 26,5 07.2013 | 21 24.2018  | 46 2019    |
| Précipitations (mm)                              | 60,7          | 50,9        | 40,5         | 65,4         | 54,2       | 30,6       | 23,4       | 43,6         | 103          | 114,2        | 83,6         | 73,8        | 743,9      |
| dont nombre de jours avec précipitations ≥ 1 mm  | 6,3           | 5,2         | 5,4          | 6,9          | 6,5        | 4,5        | 2,6        | 4,1          | 5,4          | 7,3          | 6,7          | 6,4         | 67,4       |
| dont nombre de jours avec précipitations ≥ 5 mm  | 3,5           | 2,7         | 2,5          | 3,6          | 3,1        | 2,2        | 1,3        | 2,1          | 3,3          | 4,4          | 3,6          | 3,3         | 35,5       |
| dont nombre de jours avec précipitations ≥ 10 mm | 2             | 1,8         | 1,4          | 2,1          | 1,7        | 0,9        | 0,8        | 1,4          | 2,6          | 3            | 2,3          | 2,1         | 22         |

## Histoire
Le 1er janvier 2019, elle fusionne avec Saint-Christol pour constituer la commune nouvelle d'Entre-Vignes dont la création est actée par un arrêté préfectoral du 13 décembre 2018.

## Politique et administration

### Liste des maires
| Période                                  | Période          | Identité             | Étiquette | Qualité                                                         |
| ---------------------------------------- | ---------------- | -------------------- | --------- | --------------------------------------------------------------- |
| mars 2001                                | mars 2014        | Louis Adell          | DVG       | Retraité commercial vice-président de la communauté de communes |
| mars 2014                                | 31 décembre 2018 | Jean-Jacques Estéban | SE        | Fonctionnaire                                                   |
| Les données manquantes sont à compléter. |                  |                      |           |                                                                 |

### Liste des maires délégués
| Période         | Période  | Identité             | Étiquette | Qualité       |
| --------------- | -------- | -------------------- | --------- | ------------- |
| 14 janvier 2019 | en cours | Jean-Jacques Estéban | SE        | Fonctionnaire |

## Démographie
L'évolution du nombre d'habitants est connue à travers les recensements de la population effectués dans la commune depuis 1793. Pour les communes de moins de 10 000 habitants, une enquête de recensement portant sur toute la population est réalisée tous les cinq ans, les populations de référence des années intermédiaires étant quant à elles estimées par interpolation ou extrapolation. Pour la commune, le premier recensement exhaustif entrant dans le cadre du nouveau dispositif a été réalisé en 2004.

En 2016, la commune comptait 746 habitants, en évolution de +5,22 % par rapport à 2010 (Hérault : +7,49 %, France hors Mayotte : +2,11 %).
| 1793 | 1800 | 1806 | 1821 | 1831 | 1836 | 1841 | 1846 | 1851 |
| ---- | ---- | ---- | ---- | ---- | ---- | ---- | ---- | ---- |
| 84   | 74   | 105  | 92   | 91   | 113  | 116  | 114  | 111  |

| 1856 | 1861 | 1866 | 1872 | 1876 | 1881 | 1886 | 1891 | 1896 |
| ---- | ---- | ---- | ---- | ---- | ---- | ---- | ---- | ---- |
| 122  | 134  | 142  | 160  | 155  | 132  | 136  | 125  | 127  |

| 1901 | 1906 | 1911 | 1921 | 1926 | 1931 | 1936 | 1946 | 1954 |
| ---- | ---- | ---- | ---- | ---- | ---- | ---- | ---- | ---- |
| 149  | 148  | 164  | 171  | 170  | 203  | 187  | 204  | 254  |

| 1962 | 1968 | 1975 | 1982 | 1990 | 1999 | 2004 | 2006 | 2009 |
| ---- | ---- | ---- | ---- | ---- | ---- | ---- | ---- | ---- |
| 178  | 308  | 348  | 291  | 524  | 446  | 572  | 665  | 711  |

| 2014 | 2016 | - | - | - | - | - | - | - |
| ---- | ---- | - | - | - | - | - | - | - |
| 736  | 746  | - | - | - | - | - | - | - |

## Économie
L'agriculture est une part importante de l'économie de la commune : viticulture, avec le muscat de Lunel, oléïculture, avec l'olive de Nîmes AOC et l'huile d'olive de Nîmes AOC. Les viticulteurs de la commune dispose d'une cave coopérative, depuis 1957.

## Vie locale

### Enseignement
Les élèves de Vérargues commencent leurs études à l'école primaire de la commune. De nouveaux locaux, actuellement en construction, seront mis en service au premier trimestre 2013, pour quatre classes.

## Culture locale et patrimoine

### Lieux et monuments

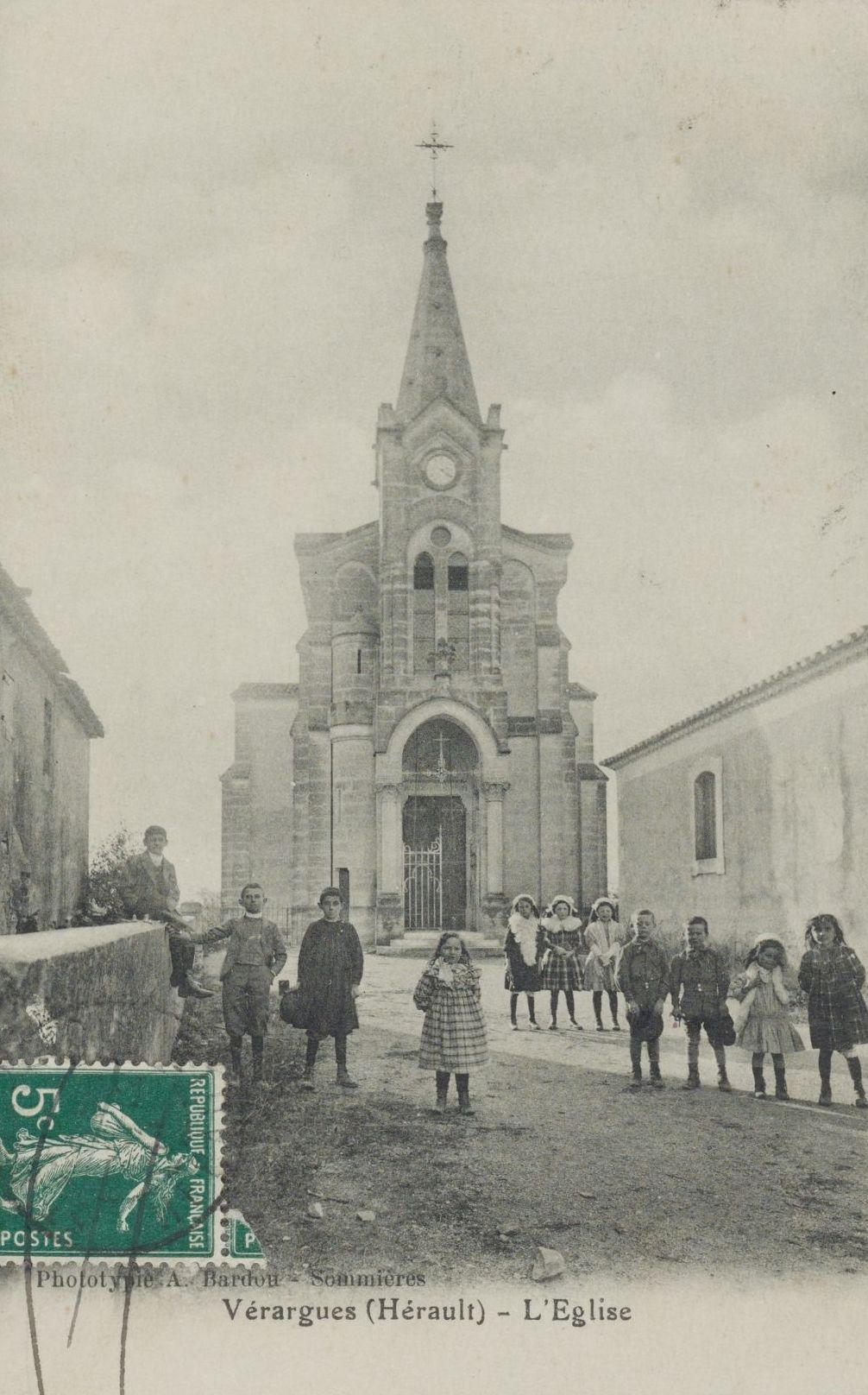
L'église : carte postale (1911).

- Une borne milliaire romaine au nom d'Auguste a été découverte sur la commune. Elle est actuellement exposée dans le parc du Château de Teillan, commune d'Aimargues, dans le Gard voisin.
- Église Saint-André-et-du Sacré-Cœur de Vérargues ; seconde moitié XIXe siècle.
- Château de la Devèze, du XVIIe siècle, inscrit au titre des monuments historiques[15].
- Château du Pouget.
- Domaine dit Château Vérargues au cœur du village ; exemple d'architecture viticole particulièrement représentatif de la fin du XIXe siècle. Une cave date de 1895.
- Clinique psychiatrique Stella. L'aile ouest correspond à l'ancien bâtiment du séminaire dit « Institution Notre-Dame-de-la-Paix » en activité de 1933 aux années 1950. Cet établissement fut lui-même aménagé au sein d'une construction beaucoup plus ancienne (sans doute un château) dont peu de traces subsistent si ce n'est une belle salle voûtée au rez-de-chaussée avec moulures et cheminée en marbre d'époque Louis XV. À cette occasion, la construction fut d'ailleurs surélevée d'un étage et modifiée en partie dans le style Art déco en ce qui concerne les façades. Un grand parc de 9 ha conserve une orangerie néo classique en pierre de taille éclairée par neuf portes cintrées ainsi qu'un ancien oratoire de plein air (improprement nommé chapelle) datant de l'époque du séminaire (la véritable chapelle, dédiée à Notre-Dame-de-la-Paix se trouvait au sein de l'aile nord du bâtiment). Le domaine est vendu par le diocèse de Montpellier en 1963 et une clinique y a été installée depuis, ce qui a donné lieu à de nouvelles et très importantes modifications dans l'architecture générale du bâtiment.

### Personnalités liées à la commune
- Jean-Jacques Rousseau, qui, de passage à l'auberge du Cheval Blanc, fit l'éloge des coteaux de Vérargues.
- Gaston Coulondre, ancien maire de Vérargues et ancien député de Vaucluse[16].

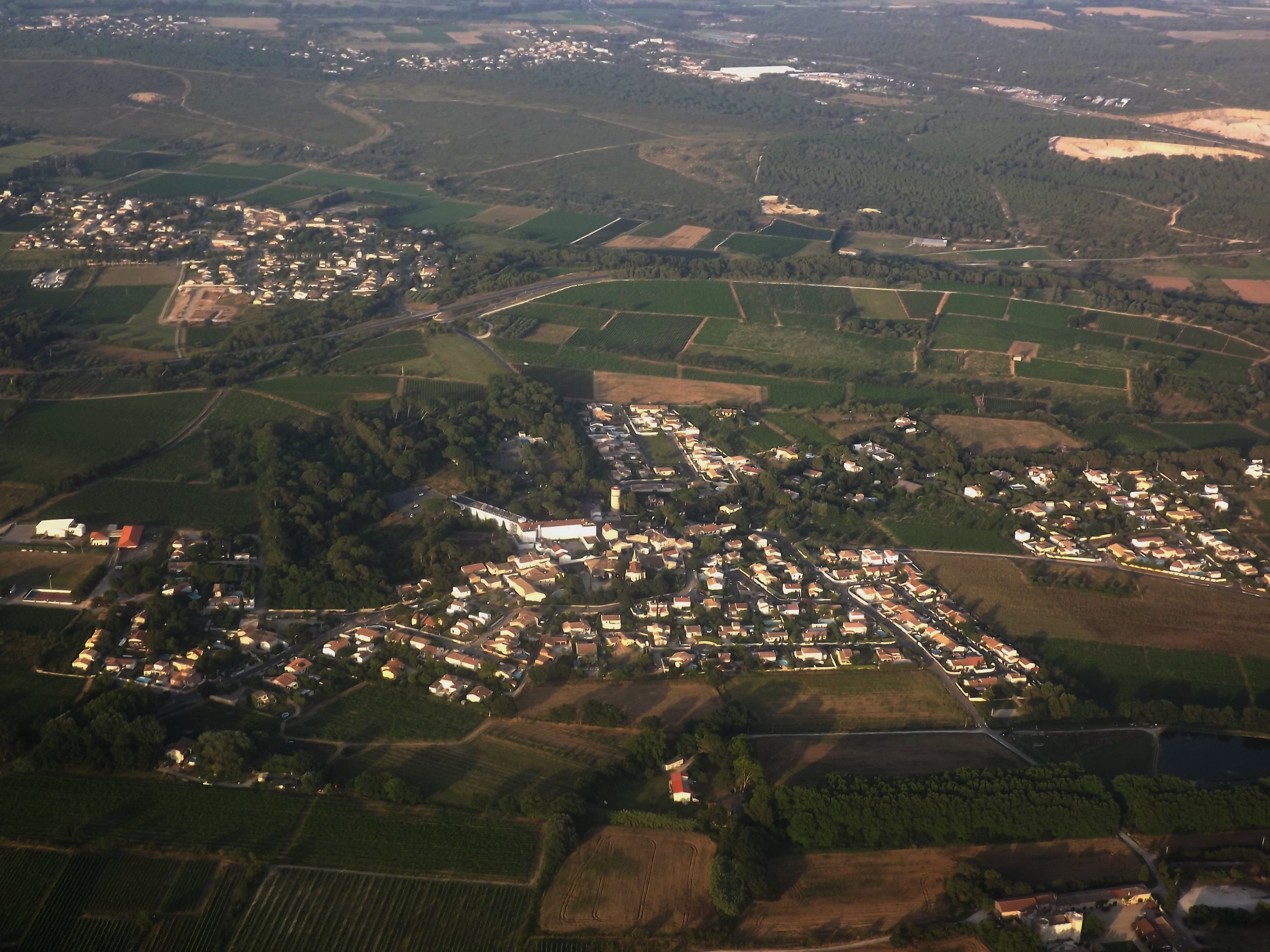
Vue aérienne.

### Héraldique
| Blason de Vérargues | Blason  | D'azur à Saint André brochant sur sa croix, le tout d'or. |
| Blason de Vérargues | Détails | Le statut officiel du blason reste à déterminer.          |